# Гегам Оганесян
Гегам Оганесян (вірм. Գեղամ Հովհաննիսյան; нар. 21 серпня 1967) — радянський та вірменський футболіст, нападник та атакувальний півзахисник. Найкращий бомбардир чемпіонату Вірменії 1993 року.

## Життєпис
У 1986 році був включений в заявку єреванського «Арарату», але за основний склад клубу так і не зіграв. Того ж року призваний в армію, під час військової служби виступав за одеський СКА в другій лізі. Після повернення зі служби грав за клуби другої і другий нижчої ліги, які представляли Вірменську РСР — «Прометей» (Єреван), «Арарат-2», «Спітак».
Після розпаду СРСР приєднався до новоствореної команди «Ван», з якою посів п'яте місце в першому незалежному чемпіонаті Вірменії, а в змаганні бомбардирів турніру посів шосте місце з 28-а голами.
У 1993 році перейшов до складу тодішнього чемпіона країни «Оменетмена» (також відомий як АОСС, згодом — «Пюнік», «Кілікія»). Став найкращим бомбардиром сезону 1993 року з 26 голами (розділивши звання з Андраніком Овсепяном з «Бананца»), проте його команда не потрапила до трійки призерів, зайнявши четверте місце. У 1994 році гравець зі своєю командою став срібним призером, а в суперечці бомбардирів зайняв четверте місце (22 голи). У короткому сезоні 1995 року чемпіонський титул не розігрувався, а серед бомбардирів Оганесян був другим з 9-а голами, поступившись партнеру по команду Арсену Аветисяну (12). У сезонах 1995/96 і 1996/97 ставав чемпіоном Вірменії, але за звання найкращого бомбардира вже не боровся. Всього в чемпіонатах країни за «Оменетмен»/«Пюнік» забив 68 голів. У кубку Вірменії ставав переможцем (1996) та фіналістом (1997, у фіналі не грав). Брав участь в матчах єврокубків.
У 1997 році грав у першій лізі за «Арменікум» та у вищій — за «Цемент» (Арарат). Наприкінці кар'єри провів два сезони в «Еребуні».
Всього у вищій лізі Вірменії відзначився 107 (за іншими даними, 111) голами. За збірну Вірменії ніколи не грав.
Подальша доля невідома.